# Pereš
Pereš est un des quartiers de la ville de Košice.

## Histoire
Première mention écrite du village en 1937.